# 猫的圣母 (罗马诺)
《猫的圣母》（Madonna del gatto）是意大利画家 朱利奥·罗马诺 的一幅木版油画，绘制于1522-1523 年，现藏于那不勒斯国立卡波迪蒙特博物馆。
这幅画借鉴了达·芬奇和拉斐尔的金字塔式构图，以前景中的猫命名。同一只猫在画家 1524-1525 年的《情人》中再次出现。
这幅作品的订制者可能是费德里科二世·贡扎加，当时画家还在罗马。在 16 世纪后期，这幅画列在一位来自帕尔马的贵妇芭芭拉 圣塞韦里诺的收藏中，她是  温琴佐一世·贡扎加的情人。1612 年， 法尔内塞家族没收了当地几位贵族的艺术品，于是该作品从 圣塞韦里诺的收藏中进入法尔内塞收藏中。1737 年左右，这幅画由波旁王朝的卡洛斯继承，随后被带到那不勒斯，保留至今。